# 宮崎謙太

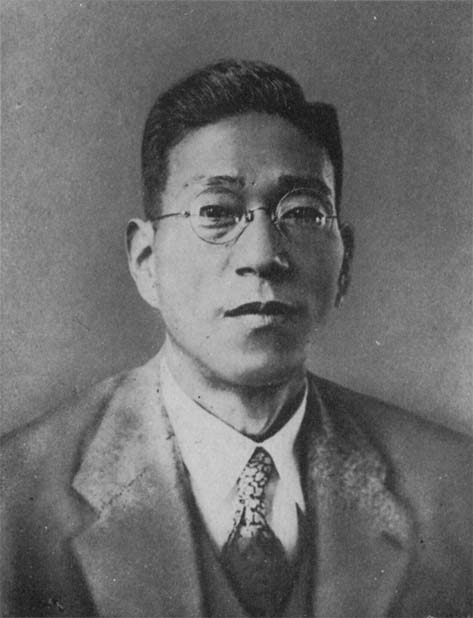
宮崎謙太

宮崎 謙太（みやざき けんた、1899年（明治32年）10月 - 1959年（昭和34年））は、日本の内務・文部官僚。官選佐賀県知事。

## 経歴
福岡県出身。第一高等学校を卒業。1923年、東京帝国大学法学部法律学科（英法）を卒業。同年12月、高等試験行政科試験に合格。東京市に勤務した。
1926年、内務省に転じ石川県事務官となる。以後、愛知県事務官、神奈川県事務官、栃木県書記官・学務部長などを歴任。1939年4月、文部省に転じ同書記官・普通学務局学務課長に就任。その後、文部省大臣官房文書課長を務めた。さらに、岩手県書記官・総務部長、東京都官房長、同長官官房財務課長を歴任した。
1944年8月1日、佐賀県知事に就任。戦時体制の整備、戦災への対応などに尽力。1945年8月12日、佐賀県庁が空襲を受け庁舎の一部が爆破され、陣頭指揮を執っていた宮崎は負傷した。1945年10月27日、知事を依願免本官となり退官。その後、公職追放となる。

## 人物
直情径行、手柄は部下に、失敗は自分にという、古武士を偲ばせた人物。また、役所の縁故で得られる便宜を個人として利用しないことを貫き、貧しさの中で病死した。